# 行动主义
行動主義（英語：Activism），这个词的来源于「Active」（活跃），所以又可以翻译成活跃主义。这个词主要形容一个圈子、社会之中那些比较活跃的社會運動分子。经常带头或者主动的存在一个组织中去带领（或者不带领）一些活动或者发表一些自己的见解。
这个定义在应用中比较广泛。比如激进主义和行动主义在应用中就比较模糊。又比如政治行动主义 （Political Activism）。表现主要体现在对当今的政治进行一些激进的批判 （Critique）。现在这些人主要活跃于网络上，但又不是一种反政府，而是犀利的批判。第一次世界大战后欧洲表现主义知识分子的政治行动原则也常被称为行动主义。20世纪60年代，青年政治行动主义就是其中的一个例子，1967-1968年间，美国、西德、法国、意大利等地的大学都爆发了各种示威活动，与警察的冲突也屡见不鲜。